# Diocese de Berhampur
A Diocese de Berhampur (Latim:Dioecesis Berhampurensis) é uma diocese localizada no município de Berhampur, no estado de Orissa, pertencente a Arquidiocese de Cuttack-Bhubaneswar na Índia. Foi fundada em 24 de janeiro de 1974 pelo Papa Paulo VI. Com uma população católica de 70.740 habitantes, sendo 1,5% da população total, possui 26 paróquias com dados de 2020.

## História
Em 24 de janeiro de 1974 o Papa Paulo VI cria a Diocese de Berhampur através do território da Diocese de Cuttack. Em 2016 a Diocese de Berhampur perde território para a formação da Diocese de Rayagada.

## Lista de bispos
A seguir uma lista de bispos desde a criação da diocese em 1974.
|                     | Nome                | Período             | Notas                     |
| Bispos de Berhampur | Bispos de Berhampur | Bispos de Berhampur | Bispos de Berhampur       |
| ------------------- | ------------------- | ------------------- | ------------------------- |
| 3º                  | Sarat Chandra Nayak | 2006 - atual        |                           |
| 2º                  | Joseph Das          | 1993 - 2006         |                           |
| 1º                  | Thomas Thiruthalil  | 1974 - 1989         | Nomeado bispo de Balasore |